# Le colline sanguinano
Le colline sanguinano (The Hills Run Red) è un film direct-to-video del 2009 diretto da Dave Parker. È stato pubblicato su DVD il 29 settembre 2009 dalla Warner Home Video.

## Trama
Tyler, un ragazzo appassionato di horror, è ossessionato dal film Le colline sanguinano, pellicola horror slasher degli anni 80 di cui non si trova più alcuna copia.
Egli rintraccia la figlia del regista, una tossicodipendente che lavora in un locale notturno, e da lei viene a sapere che una copia del suo film preferito è custodita nel bosco dove è stato girata la pellicola. Tyler, dopo aver aiutato la ragazza a disintossicarsi, parte con la sua fidanzata ed un suo amico alla ricerca del film. Arrivati sul posto scoprono che esso non è solo un film, ma nasconde una verità molto inquietante. Altra scoperta sconvolgente è che Babyface (protagonista del lungometraggio) esiste veramente e la storia delle sue origini è oltremodo terrificante.